# Bohoyo (kommunhuvudort)
Bohoyo är en kommunhuvudort i Spanien.   Den ligger i provinsen Provincia de Ávila och regionen Kastilien och Leon, i den centrala delen av landet, 150 km väster om huvudstaden Madrid. Bohoyo ligger 1 141 meter över havet och antalet invånare är 402.
Terrängen runt Bohoyo är kuperad åt nordväst, men åt sydost är den bergig. Runt Bohoyo är det ganska glesbefolkat, med 28 invånare per kvadratkilometer. Närmaste större samhälle är El Barco de Ávila, 8,2 km nordväst om Bohoyo. 